# 春川站
春川站（：／ Chuncheon yeok */?）是京春線的終點車站，位於韓國江原道春川市槿花洞，韓語副站名是「翰林大學」（한림대）。因應鐵路複線電氣化工程，本站曾於2005年至2010年長達5年期間暫時關閉，直至首都圈電鐵京春線通車才重新營業。

## 車站結構
站體為2面9線雙島式月台的地面車站，候車月台設有月台幕門。

### 月台配置
| ↑ 南春川           |
| \| ２３ \| ４５ \| |
| 起終點站           |

| 月台 | 路線                        | 目的地                             |
| ---- | --------------------------- | ---------------------------------- |
| 2    | ●首都圈電鐵京春線           | 南春川、坪內好坪、上鳳、清涼里方向 |
| 3    | ITX-青春                    | 南春川、坪內好坪、清涼里、龍山方向 |
| 4、5 | ●首都圈電鐵京春線、ITX-青春 | 此站終着                           |

## 歷史
- 1939年7月20日：本站開業。
- 1950年6月30日：韓戰爆發，本站受到戰火炸毀。
- 1958年12月18日：本站重啟。
- 1973年2月4日：本站升等為書記館站（4級）。
- 1977年2月20日：站房重建。
- 1983年7月12日：本站降等為事務官站（5級）。
- 1993年5月1日：本站設置收費休息室。
- 1995年7月1日：收費休息室終止使用。
- 2005年9月30日：因應京春線複線電氣化工程而關閉。
- 2010年12月21日：首都圈電鐵京春線通車，本站重新啟用。
- 2012年2月28日：ITX-青春號列車開始運行。
- 2017年12月18日：本站貨運終止受理。

## 車站周邊
- 翰林大學
- 翰林大學附設春川聖心醫院
- 江原道政府
- 春川市政府
- 槿花洞住民中心
- 昭陽洞住民中心
- 春川中央市場
- 春川美術館
- 春川和平生態公園
- 衣岩公園
- 第2號文化公園
- 孔之川雕刻公園
- 鳳儀山
- 衣岩湖

## 圖片

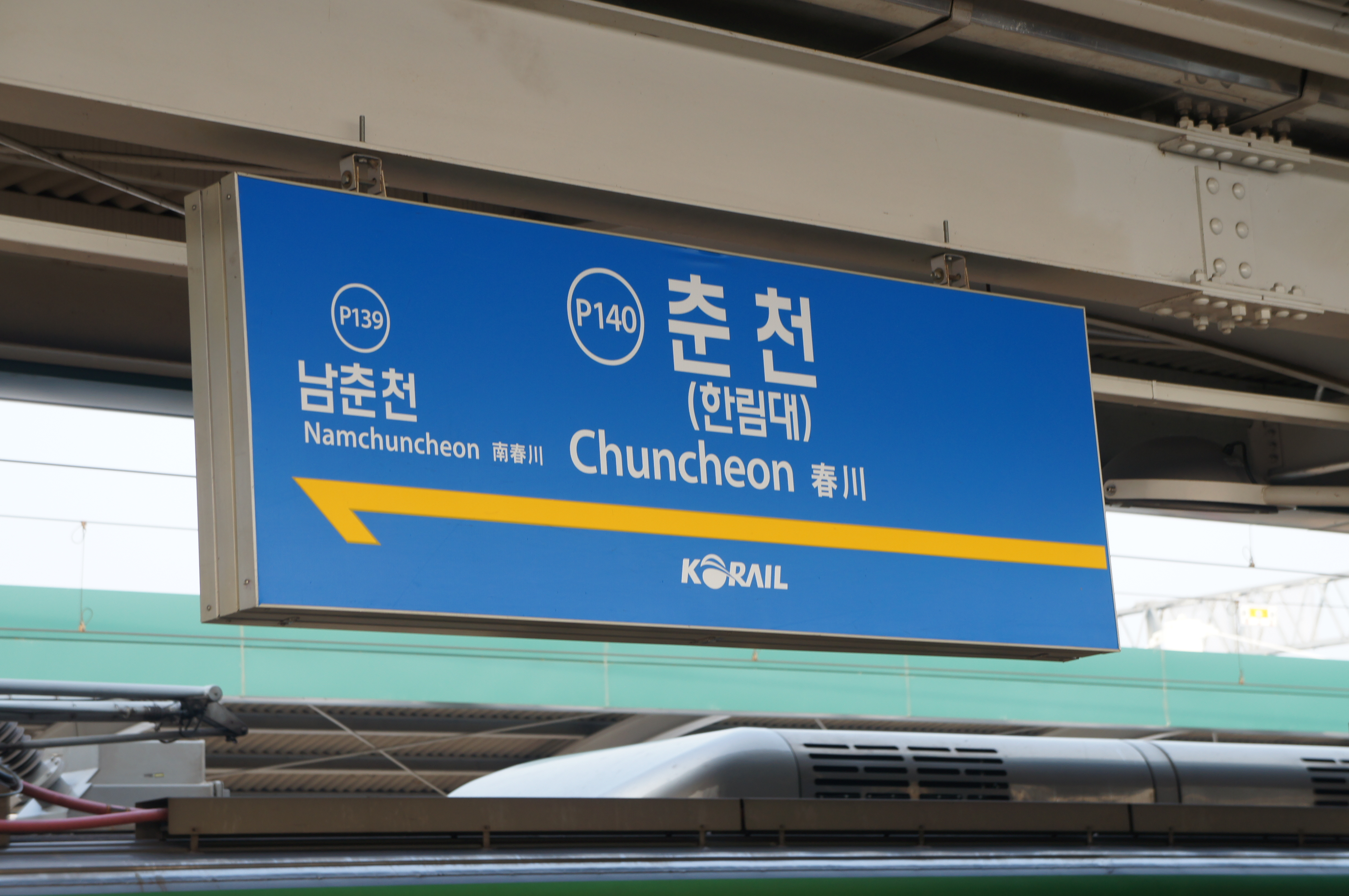
站名牌
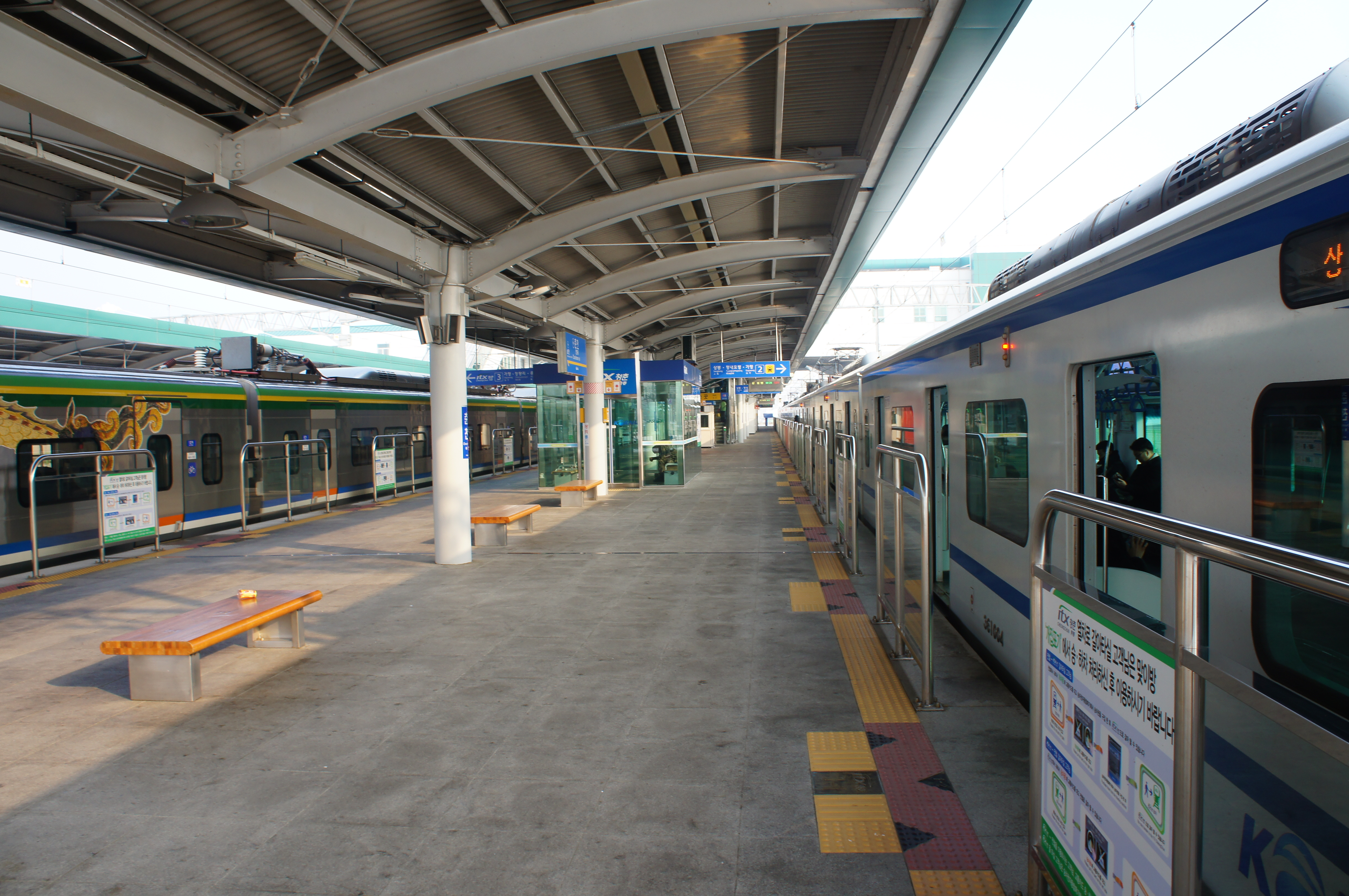
候車月台
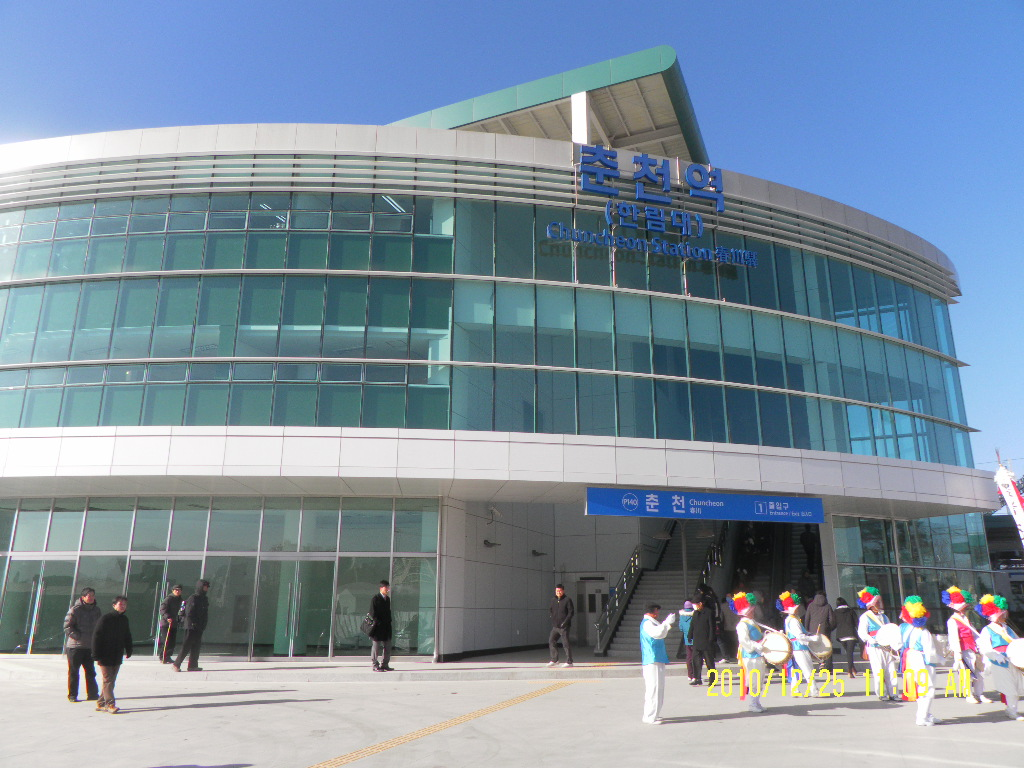
車站建築
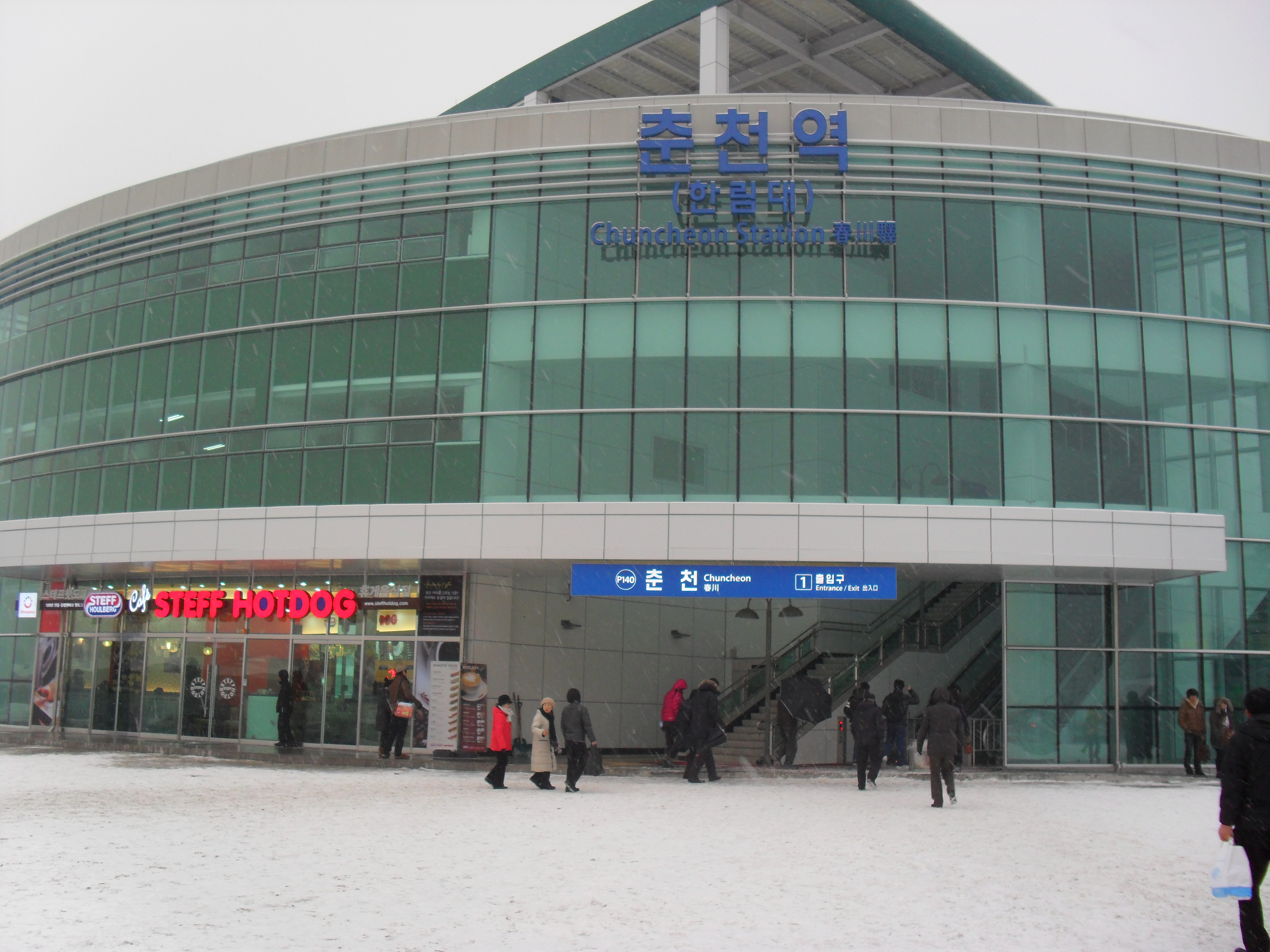
車站建築（冬季）
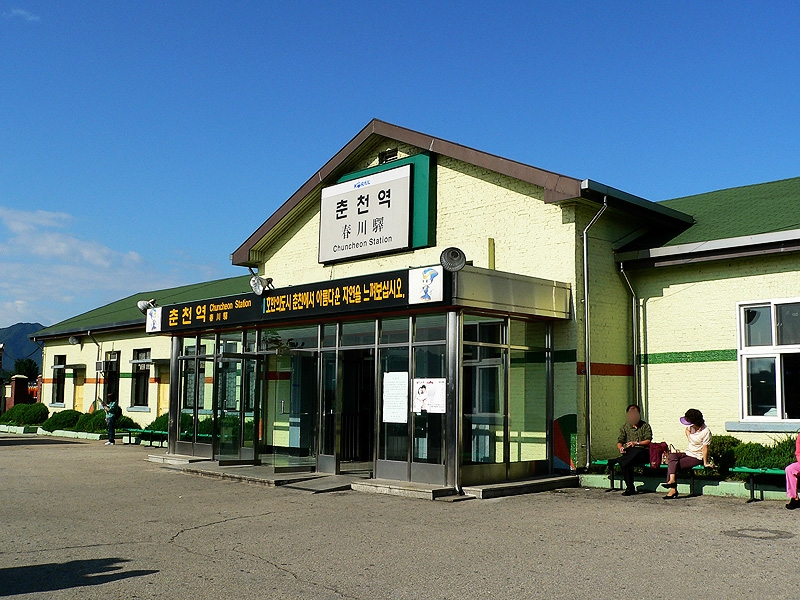
舊站建築
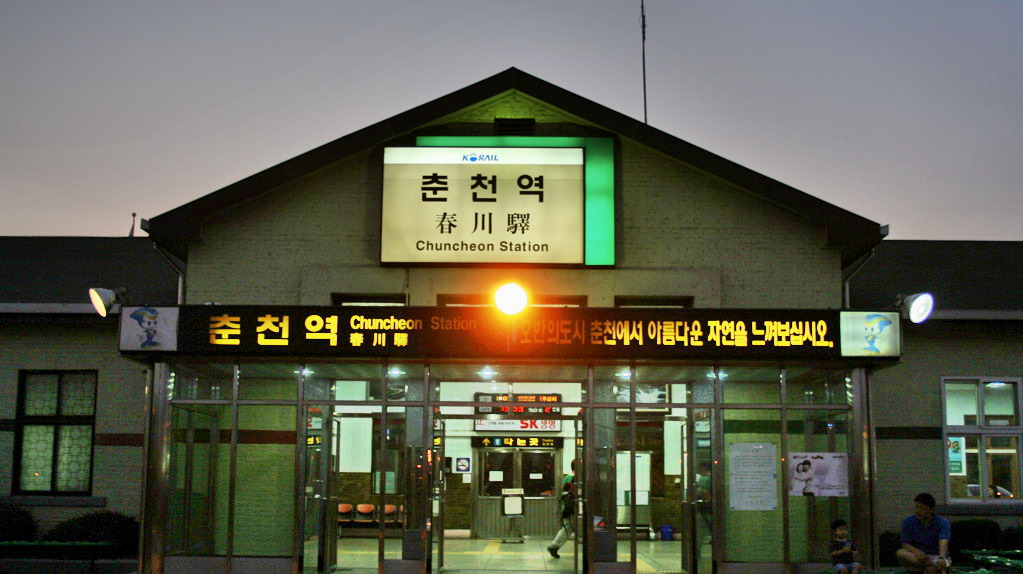
舊站入口
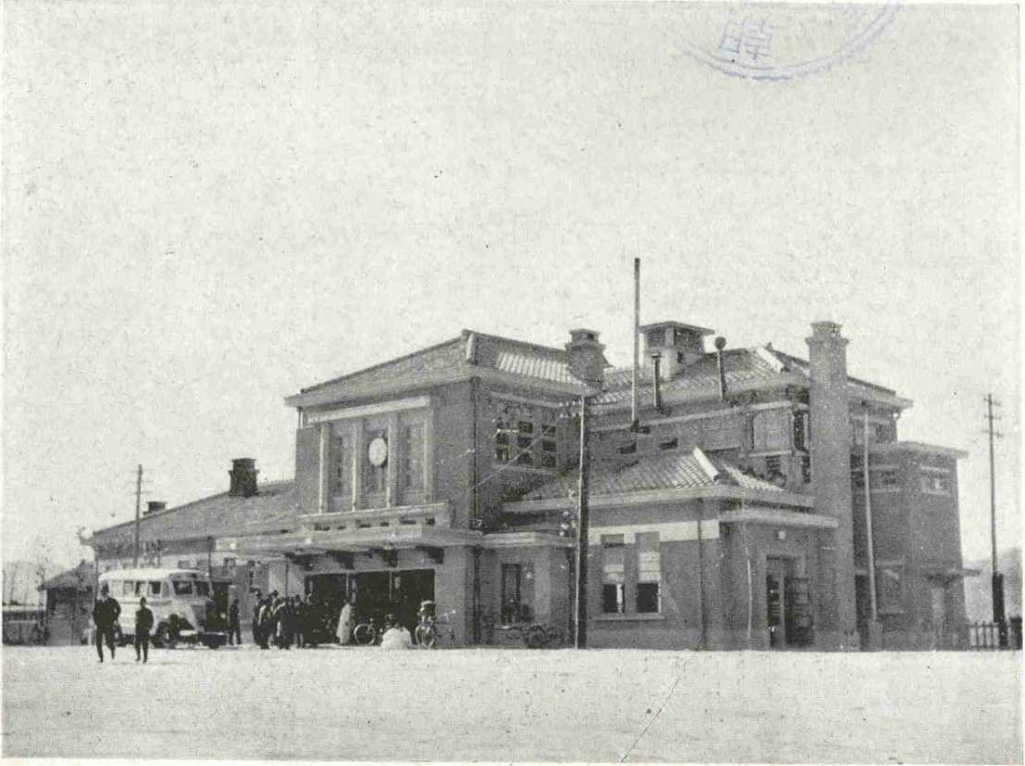
早期車站建築 （攝於1940年代）

## 相鄰車站
韓國鐵道公社
●首都圈電鐵京春線
急行、緩行、ITX-青春
南春川（P139）－春川（P140）